# 八台镇 (舞钢市)
八台镇，是中华人民共和国河南省平顶山市舞钢市下辖的一个乡镇级行政单位。

## 行政区划
八台镇下辖以下地区：
八台村、曹姚村、大马庄村、安庄村、孟庄村、王老虎村、殷庄村、时庄村、杨楼村、任桥村、井刘村、大沟李村、石桥杨村、彦张村、张宽庄村、小唐村、下曹村、后鲁村、泥沟陈村和杨泉村。